# Cathédrale Saint-Jean-l'Évangéliste de Cleveland
Cette  cathédrale n’est pas la seule cathédrale Saint-Jean-l'Évangéliste.
La cathédrale Saint-Jean-l'Évangéliste (en anglais : Cathedral of St. John the Evangelist) est la cathédrale du diocèse de Cleveland aux États-Unis. Elle se trouve à Cleveland dans l'Ohio au 1007 Superior Avenue. Terminée et consacrée en 1852, elle est dédiée à saint Jean l'Évangéliste. 

## Histoire

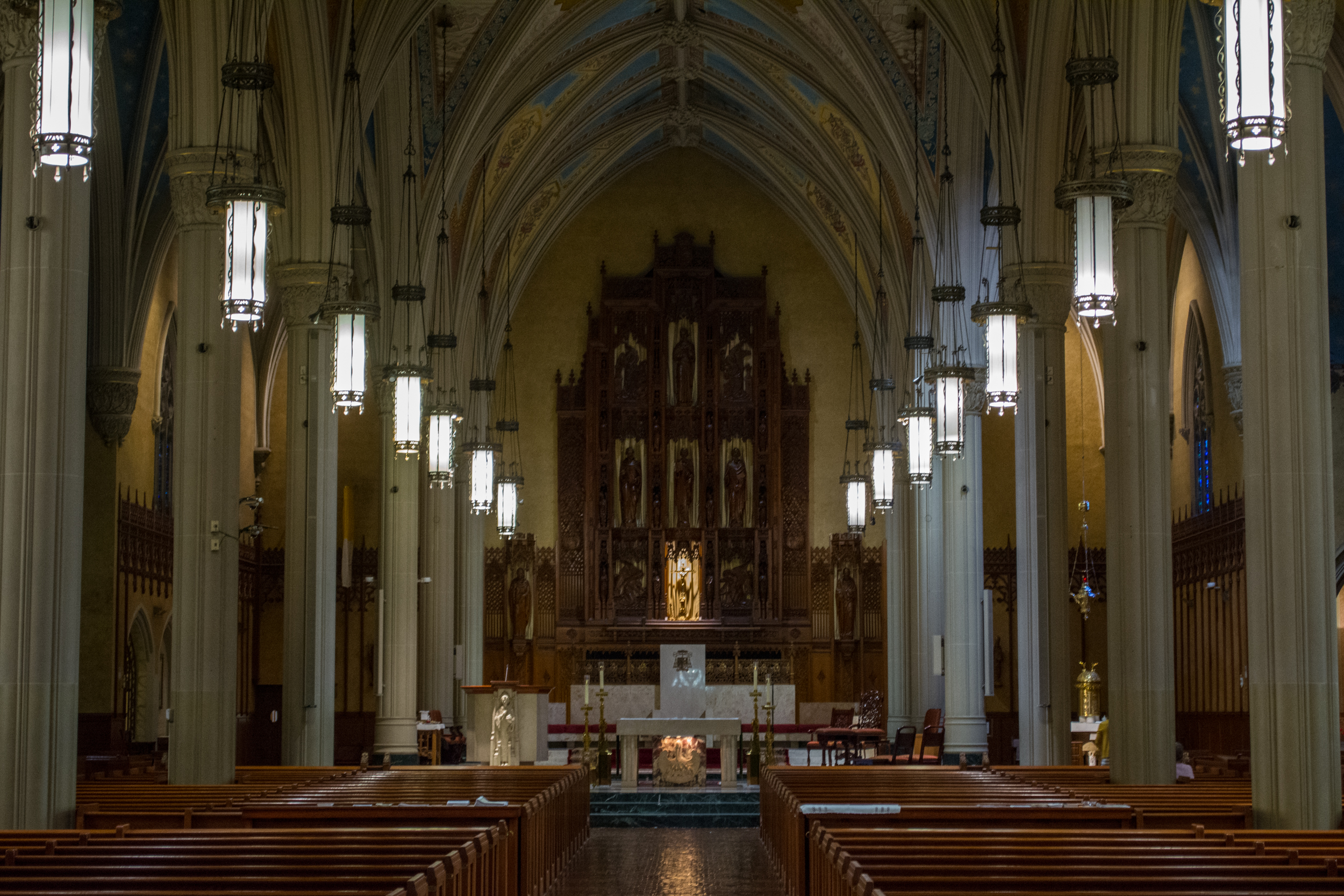
Intérieur

De nombreux catholiques commencent à arriver dans la Western Reserve de l'Ohio dans les années 1830 et sont visités par des prêtres venus de l'archidiocèse de Cincinnati. Un petit groupe de colons irlandais établit Sainte-Marie en 1826. La communauté se réunit dans divers lieux avant de construire une petite église en 1837. Quand Pie IX érige le diocèse de Cleveland en 1847, il en nomme Amédée Rappe (né en France) le premier évêque.
Mgr Rappe  établit la cathédrale Saint-Jean-l'Évangéliste à l'angle de Superior Street et d'Erie Street (aujourd'hui East 9th Street) sur un terrain acheté en 1845 par le curé de Sainte-Marie, Peter McLaughlin. Il choisit l'architecte Patrick Keely (en), auteur de nombreuses églises, qui conçoit un édifice néo-gothique dans le goût anglo-normand, avec un plan en croix latine. La première pierre est bénie le 22 octobre 1848. La cathédrale est terminée en 1852. Des fonds sont levés jusqu'à New York et même en France.
Une école pour garçons est ajoutée en 1857, puis dix ans plus tard une maison paroissiale et une école de filles. En 1879, la paroisse lève des fonds pour terminer la décoration intérieure et ajouter une flèche. En 1884, la décoration est refaite et les vitraux, importés de Munich, datent de 1902.
La cathédrale est restaurée et agrandie après la Seconde Guerre mondiale. Le revêtement de briques est changé en grès du Tennessee et l'on érige un nouveau clocher, mais les nouvelles cloches ne sont posées qu'en 1988. Un nouveau retable est installé et des chapelles sont ajoutées, comme la chapelle de la Résurrection, qui contient les tombes des anciens évêques de Cleveland et les reliques de sainte Christine de la catacombe de Saint-Calixte de Rome, données par Pie XI en 1925.
L'orgue comprend 4 368 tuyaux et 72 jeux ; il a été construit par la Holtkamp Organ Company de Cleveland. Le 4 septembre 1948, Mgr Hoban célèbre la messe en présence du cardinal Spellman pour marquer la rénovation de la cathédrale.
Un nouveau bâtiment est construit pour abriter le St. John's College qui plus tard fusionne avec le collège des Ursulines pour les filles. Le bâtiment est donc démoli pour construire le gratte-ciel du Eaton Center en 1981. En 1964, une tour abrite les bureaux diocésains ; elle est démolie pour faire un parking. En 1977, Mgr James Hickey remodèle l'intérieur selon les nouvelles normes du concile Vatican II ; un autel face au peuple est installé à la croisée du transept. Les six cloches sont installées en 1988 et sont baptisées de noms de saints ou de bienheureux qui ont marqué l'histoire du catholicisme aux États-Unis. Elles pèsent de 170 kg à 1 tonne 1/2. Elles sonnent la première fois à la Noël 1988. Une porte sainte est instituée pendant l'année 2000, selon les dispositions de l'Année sainte voulue par Jean-Paul II.

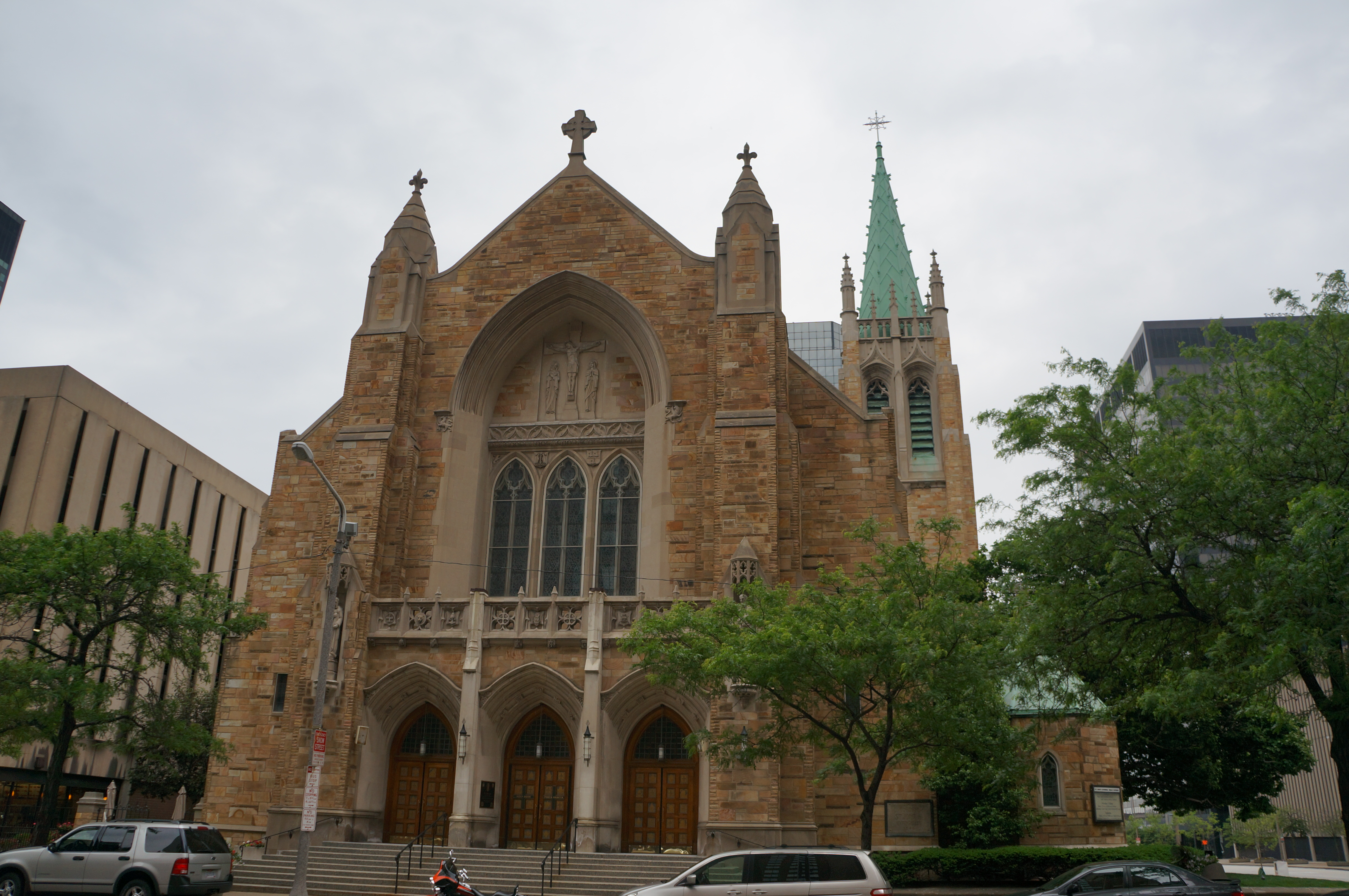
Façade de la cathédrale
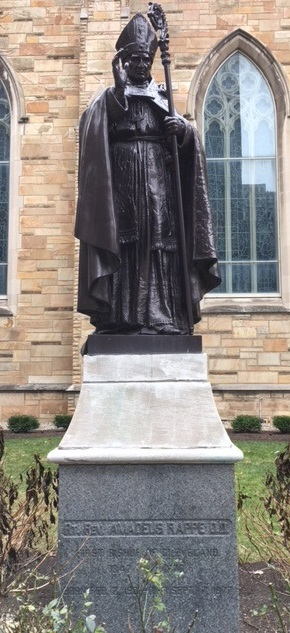
Statue de Mgr Rappe
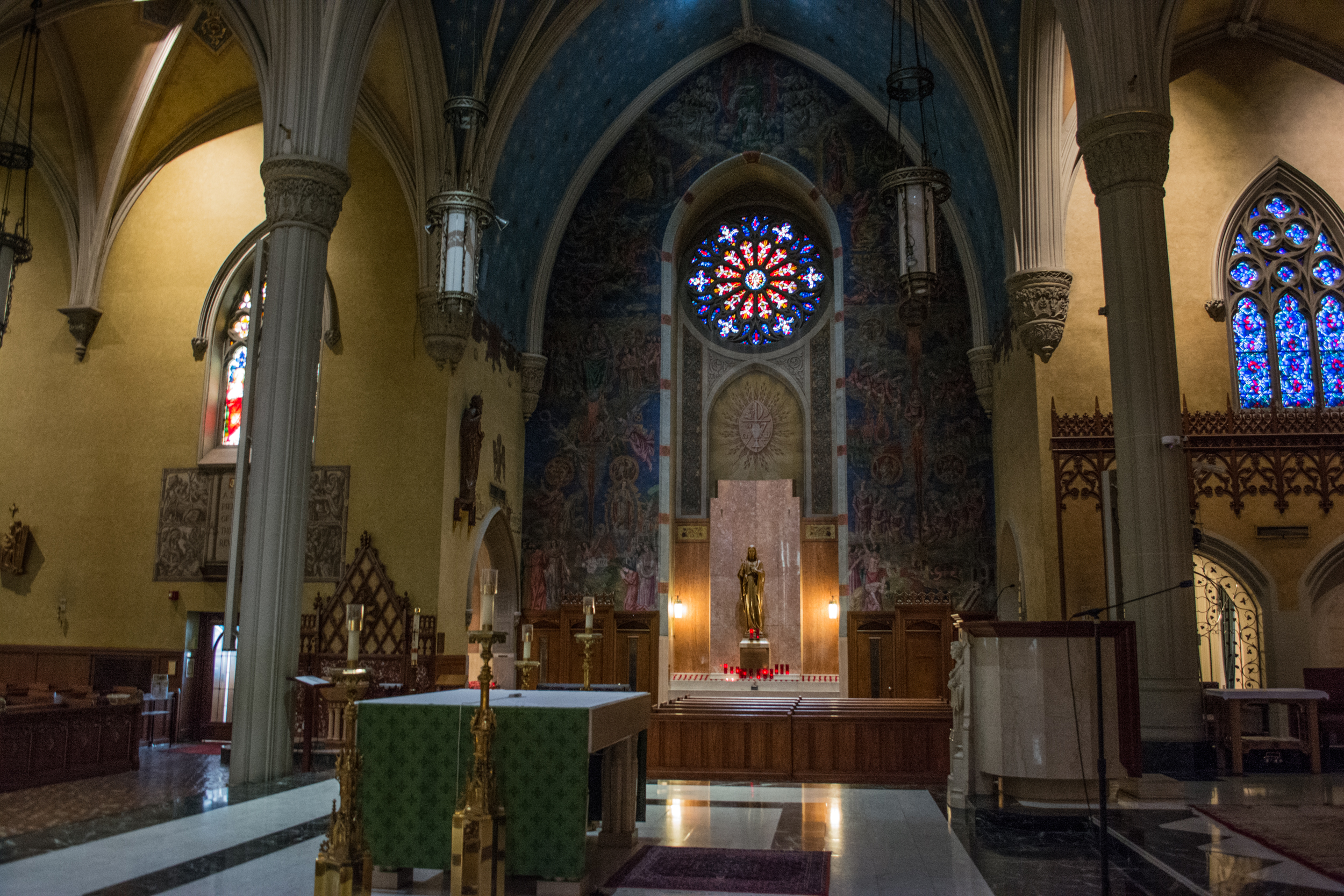
Chapelle du Sacré-Cœur au fond
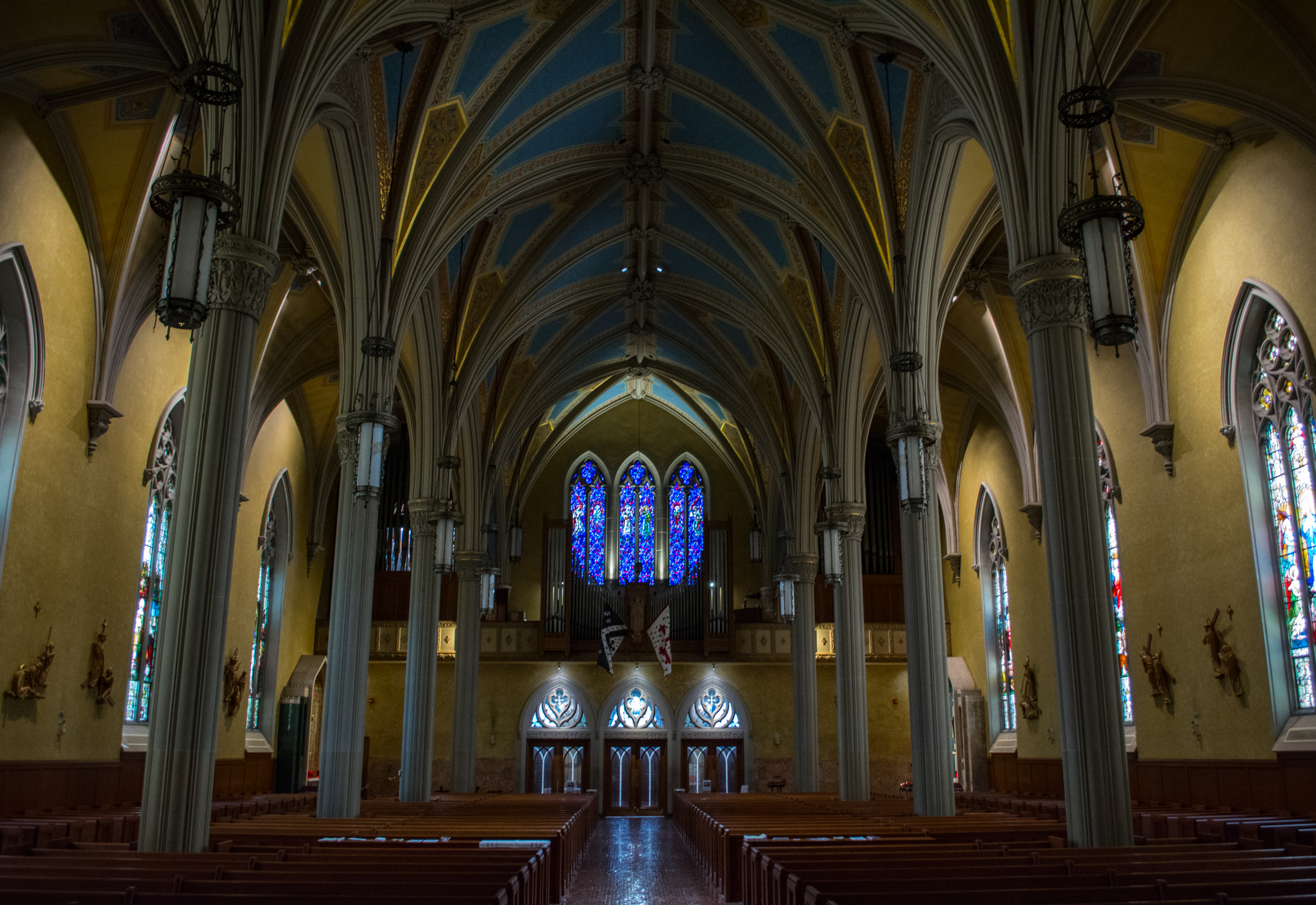
Intérieur
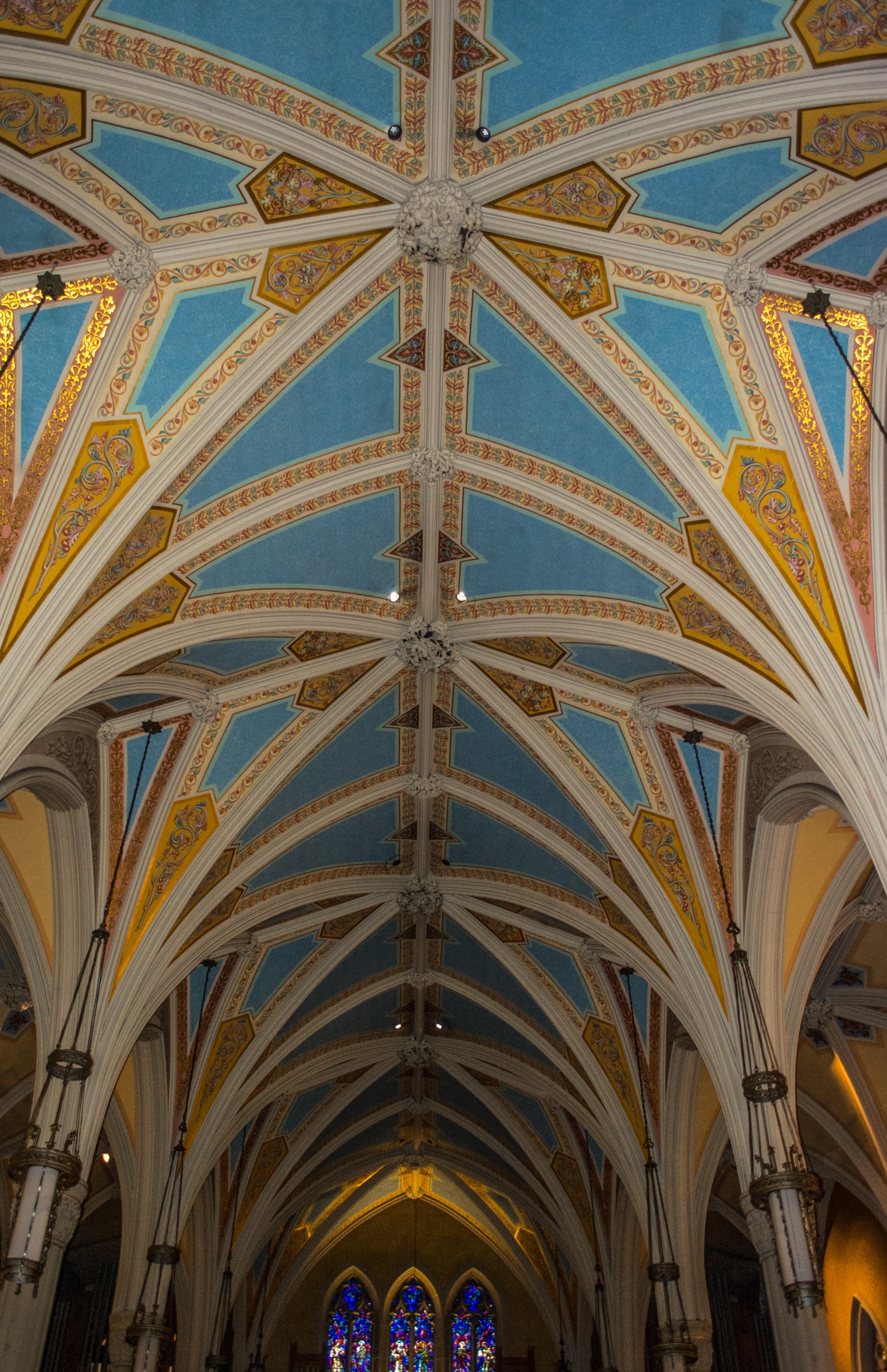
Voûtes